# 파이롯트
파이롯트 코퍼레이션(영어: Pilot Corporation, 일본어: 株式会社パイロットコーポレーション)은 일본의 문구 회사다.

## 역사
나미키 료스케(並木良輔)가 1918년 1월 27일에 나미키 제작소(並木製作所)라는 이름으로 설립했고, 1926년에는 말레이시아, 싱가포르, 뉴욕, 런던, 상하이에 지사를 설립하였다. 이후 사명을 1938년에 파이롯트 만년필로, 1989년에 파이롯트로 바꿨다.
2002년 1월, 파이롯트와 그의 계열사들은 주식 이전을 통해 순수 지주 회사인 파이롯트 그룹 홀딩스를 설립했고, 파이롯트 그룹 홀딩스는 2003년 7월에 파이롯트를 합병하며 파이롯트 코퍼레이션으로 개명한 후 사업 지주 회사로 전환했다.